# Lelkiismereti szabadság
A lelkiismereti szabadság alapvető emberi jog, magában foglalja a személyes meggyőződés, világnézet, vallás szabad megválasztásának szabadságát.
Ez tehát egy gyűjtőfogalom, mely jóval tágabb a vallásszabadságnál, így például az ateista nézetek vállalása is beletartozik, mely nyilvánvalóan nem férne össze a vallás szabad megválasztásának jogával. A lelkiismereti szabadság garantálása a jogállam egyik elsődleges feladata, mivel elképzelhetetlen egy szabad társadalom ott, ahol az állam polgárai jogszabályi kötelezettségük teljesítése okán – például törvénybe iktatják, hogy mely vallásokat nem lehet gyakorolni – lelkiismereti konfliktusba kerülnek önmagukkal.

## A lelkiismereti szabadság terjedelme
A lelkiismereti és vallásszabadság joga magában foglalja a vallás vagy más lelkiismereti meggyőződés szabad megválasztását és azt a szabadságot, hogy vallását és meggyőződését mindenki vallásos szertartások végzése útján, nyilvánosan vagy magánkörben kinyilváníthassa vagy ha úgy gondolja kinyilvánítását mellőzze – tehát rejtve maradjon –, gyakorolhassa vagy taníthassa. A lelkiismereti meggyőződés terjesztése a tömegtájékoztatási eszközök útján is történhet. Nem tiltható be tehát vallási újság, vagy például ateista nézeteket valló tömegtájékoztatási eszköz.
A lelkiismereti szabadságra való tekintettel lehetett a fegyveres katonai szolgálatot megtagadni Magyarországon, míg el nem törölték a kötelező katonai szolgálatot.

## Garanciális szabályok[1]
"Mindenkinek joga van a gondolat, a lelkiismeret és a vallás szabadságához. Ez a jog magában foglalja a vallás vagy más meggyőződés szabad megválasztását vagy megváltoztatását és azt a szabadságot, hogy vallását vagy más meggyőződését mindenki vallásos cselekmények, szertartások végzése útján vagy egyéb módon, akár egyénileg, akár másokkal együttesen, nyilvánosan vagy a magánéletben kinyilvánítsa vagy kinyilvánítását mellőzze, gyakorolja vagy tanítsa." 
– Magyarország alaptörvénye VII. cikk (1) bekezdés
Magyarországon a jogrendszer legmagasabb szintjén (Alaptörvény) biztosított.

## Vallásgyakorlás speciális esetei
- A szülőnek, gyámnak joga van ahhoz, hogy a kiskorú gyermek erkölcsi és vallási neveléséről döntsön, és arról megfelelően gondoskodjék, így tehát a szülő joga kiterjed arra, hogy kiskorú gyermekének vallásos nevelést adjon.
- Az egyéni és közösségi vallásgyakorlást lehetővé kell tenni a szociális, egészségügyi intézményben gondozott, a büntetés-végrehajtási intézetben fogvatartott számára.
- A katonai szolgálatot teljesítő a vallását szabadon gyakorolhatja.

E három garanciális szabály jelentősége azért nagy, mert a rendszerváltást megelőző szocialista diktatúra évtizedeiben éppen ezeken a vallásgyakorlás során speciális körülményű területeken nem valósult meg a lelkiismereti szabadság.